# Atypus magnus
Atypus magnus NAMKUNG, 1986  è un ragno appartenente al genere Atypus della famiglia Atypidae.
Il nome deriva dal greco ᾶ-, àlfa-, con valore di negazione della parola seguente, e τύπος, typos, cioè forma, immagine, tipo, ad indicarne la forma atipica a causa della sproporzione dei cheliceri e delle filiere.
Il nome proprio deriva dal latino magnus, cioè grande, principalmente per le dimensioni.

## Caratteristiche
Questa specie differisce dalle altre del genere per le dimensioni più cospicue del corpo e per la struttura peculiare e più dettagliata dei pedipalpi maschili.
I maschi sono lunghi 22,3 millimetri, inclusi i cheliceri ed escluse le filiere; il cefalotorace misura 6,1 x 5,8 millimetri è di colore bruno giallognolo scuro, di forma quadrangolare, lucido, con una cucitura marginale nera piuttosto stretta; gli occhi sono leggermente sporgenti dalla pars cephalica. Lo sterno, leggermente più lungo che spesso, misura 4,6 x 4,2 millimetri, è di colore bruno-giallognolo, come le enditi, le coxae e le zampe. I cheliceri sono alquanto sviluppati, ben 6,6 x 2,6 millimetri, più lunghi che larghi di oltre il doppio e al margine anteriore delle zanne hanno 12 denti disposti in fila. I pedipalpi raggiungono la lunghezza di 8,8 millimetri, sono snelli e rivestiti leggermente di peli e di setole. L'opistosoma è lungo 9,5 x 7,2 millimetri, ruvido, di forma subovale, di colore marrone scuro opaco, ha numerose piccole chiazze marrone chiaro tendenti al giallastro, ha il dorso di colore marrone scuro piuttosto lucido. Le filiere sono sei e di colore bruno giallognole: quelle anteriori laterali sono lunghe 0,7 millimetri, quelle mediane posteriori 1,1 e le due posteriori laterali sono suddivise in quattro segmenti di lunghezza complessiva di 3 millimetri

## Comportamento
Come tutti i ragni del genere Atypus, anche questa specie vive in un tubo setoso parallelo al terreno, per una ventina di centimetri circa seppellito e per altri 8 centimetri fuoriuscente. Il ragno resta in agguato sul fondo del tubo: quando una preda passa sulla parte esterna, le vibrazioni della tela setosa allertano il ragno che scatta e la trafigge, per poi rompere la sua stessa tela, portarsi la preda nella parte interna e cibarsene..

## Distribuzione
Rinvenuta nella foresta di Kwangnung, e nelle località di Jigdong-ri e Sohel-myon, nella provincia di Gyeonggi, della Corea del Sud.